# Jarilinus
Jarilinus — вимерлий рід хроніозухідних рептіліоморф із верхньопермських відкладень Новгородської та Оренбурзької областей, Росія. Вперше названа В. К. Голубєвим у 1998 році за фрагментами черепа та щитками тулуба. Типовий вид — Jarilinus mirabilis.